# 6-Aminonaphthalin-1-sulfonsäure
6-Aminonaphthalin-1-sulfonsäure (Trivialname Dahl-Säure) ist eine chemische Verbindung aus der Gruppe der Buchstabensäuren.

## Gewinnung und Darstellung
Die Dahl-Säure entsteht als eine von vier isomeren Aminonaphthalinsulfonsäuren bei der Reaktion von 2-Aminonaphthalin mit konzentrierter Schwefelsäure.
Die Produktion der 6-Aminonaphthalin-1-sulfonsäure erfolgt durch Sulfonierung der 2-Aminonaphthalin-1-sulfonsäure (Tobias-Säure) mit Schwefelsäure und Oleum. Als Hauptprodukt erhält man die 2-Aminonaphthalin-1,5-disulfonsäure (Sulfo-Tobias-Säure), die bei 105 °C in Wasser zur 6-Aminonaphthalin-1-sulfonsäure desulfoniert wird.

## Eigenschaften und Verwendung
Bei der Bromierung der 6-Aminonaphthalin-1-sulfonsäure in Essigsäure erhält man das in der 5-Position substituierte Derivat. Die Sulfonierung mit Oleum ergibt ein Gemisch von 6-Aminonaphthalin-1,3-disulfonsäure (Amino-I-Säure) mit etwas 2-Aminonaphthalin-1,5-disulfonsäure. Durch Reaktion mit Kaliumhydroxid bei 260 °C wird 6-Amino-1-naphthol erhalten.